# بين ألدريدج
بين ألدريدج (بالإنجليزية: Ben Aldridge)‏ هو لاعب كرة قدم أمريكية أمريكي، ولد في 24 أكتوبر 1926 في فيلما في الولايات المتحدة، وتوفي في 14 مايو 1956 في برادلي (أوكلاهوما) في الولايات المتحدة.